# Liste de films dystopiques
Cette page présente une liste de films dystopiques, sans prétendre à l'exhaustivité.

## Liste
| Année     | Titre                                                                     | Réalisateur                                    | Note |
| --------- | ------------------------------------------------------------------------- | ---------------------------------------------- | --- |
| 1922      | Docteur Mabuse le joueur                                                  | Fritz Lang                                     | Une représentation exagérée de la République de Weimar que le méchant titulaire peut exploiter pour obtenir du pouvoir et du profit. |
| 1927      | Metropolis                                                                | Fritz Lang                                     | Film muet en noir et blanc produit pendant la courte période de la république de Weimar. |
| 1936      | Les Mondes futurs                                                         | William Cameron Menzies                        | Films se déroulant trente ou quarante ans dans le futur, dans les années 1960 ou 1970. La société s'effondre après des années de guerre. Une maladie contagieuse se propage dans le monde entier. Des seigneurs de guerre brutaux règnent d'une main de fer. La technologie stagne. Mais une confrérie d'ingénieurs et de mécaniciens s'efforce de restaurer la civilisation. |
| 1956      | 1984                                                                      | Michael Anderson                               | Un monde où un gouvernement totalitaire conditionne ses citoyens, notamment par le biais de la novlangue, un langage simpliste qui vise à réduire la qualité et la richesse des idées. |
| 1956      | Planète interdite                                                         | Fred McLeod Wilcox                             | Un vaisseau spatial est envoyé pour vérifier le bien-être d'une expédition scientifique sur une étrange planète. Librement inspiré de La Tempête de Shakespeare. |
| 1956      | L'Invasion des profanateurs de sépultures                                 | Don Siegel                                     | Adapté du roman de Jack Finney, L'Invasion des profanateurs, publié en 1955, ce film raconte l'histoire d'une invasion extraterrestre qui débute dans la ville fictive de Santa Mira, en Californie. Le Dr Miles Bennell et ses amis découvrent des cocons végétaux qui se révèlent être une race extraterrestre capable de cloner les êtres humains lorsqu'ils dorment. |
| 1959      | Le Dernier Rivage                                                         | Stanley Kramer                                 | Adapté du roman On the Beach de Nevil Shute de 1957 décrivant les conséquences d'une guerre nucléaire. |
| 1959      | Le Monde, la Chair et le Diable                                           | Ranald MacDougall                              | Film de science-fiction américain se déroulant dans un monde post-apocalyptique avec très peu de survivants humains. Il est basé sur deux sources : le roman de 1901 Le Nuage pourpre de Matthew Phipps Shiel et le romanThe End of the World de Ferdinand Reyher. Le film met en vedette Harry Belafonte qui était alors au sommet de sa carrière cinématographique. |
| 1960      | La Machine à explorer le temps (The Time Machine)                         | George Pal                                     | D'après le roman de H. G. Wells. |
| 1961      | Le Jour où la Terre prit feu                                              | Val Guest                                      | L'un des films apocalyptiques classiques de son époque, ce film dépeint les États-Unis et l'Union soviétique testant involontairement des bombes atomiques en même temps, modifiant ainsi l'axe de rotation de la Terre. |
| 1962      | La Grand-mère cybernétique                                                | Jiří Trnka                                     | Film d'horreur et de science-fiction surréaliste tchécoslovaque de 1962 utilisant une animation de marionnettes en stop-motion, le film dépeint une situation dystopique, dans laquelle des machines entraînent les humains dans un mode de vie cybernétique. |
| 1962      | La Jetée                                                                  | Chris Marker                                   | Au lendemain de la Troisième Guerre mondiale, des scientifiques parisiens étudient les voyages dans le temps, dans l'espoir d'envoyer des sujets d'essai à différentes époques « pour appeler le passé et le futur à la rescousse du présent ». Le court-métrage de Chris Marker a été construit presque entièrement à partir de photos fixes et a inspiré le film L'Armée des douze singes de 1995. |
| 1962      | Le Procès                                                                 | Orson Welles                                   | D'après le roman du même nom de Franz Kafka, publié en 1925. Un homme est jugé mais ne peut obtenir aucune information sur l'accusation. |
| 1963      | Sa Majesté des mouches                                                    | Peter Brook                                    | Adaptation du roman du même titre de William Golding. Un avion transportant exclusivement des garçons anglais issus de la haute société s'écrase sur une île déserte. Le pilote et les adultes accompagnateurs périssent. Livrés à eux-mêmes dans une nature sauvage et paradisiaque, quinze enfants survivants tentent de s'organiser en reproduisant les schémas sociaux qui leur ont été inculqués. Mais bien vite le vernis craque, la fragile société vole en éclats et laisse peu à peu la place à une organisation tribale, sauvage et violente bâtie autour d'une religion rudimentaire et d'un chef charismatique nommé Jack. |
| 1964      | Je suis une légende (The Last Man on Earth)                               | Ubaldo Ragona et Sidney Salkow                 | La première des trois adaptations du roman de Richard Matheson, Je suis une légende, paru en 1954. Un scientifique tente de survivre dans un monde apocalyptique, où une maladie mondiale a transformé les humains en «vampires» sensibles à la lumière. |
| 1965      | Alphaville, une étrange aventure de Lemmy Caution                         | Jean-Luc Godard                                | Alpha-60, ordinateur conçu par le professeur Von Braun, contrôle Alphaville et ses habitants, leur ôtant toute humanité. |
| 1965      | En Angleterre occupée                                                     | Kevin Brownlow et Andrew Mollo (en)            | Le film s'ouvre sur la déclaration suivante : « L' invasion allemande de la Grande-Bretagne a eu lieu en 1940 après la retraite de Dunkerque. » Après des mois de résistance acharnée et de représailles brutales, les forces d'occupation parviennent à rétablir l'ordre, réprimant en grande partie le mouvement de résistance. Cependant, en raison des combats acharnés entre les forces soviétiques et allemandes dans les montagnes de l'Oural, la plupart des troupes allemandes sont finalement retirées de l'Europe occidentale pour renforcer le front de l'Est. En conséquence, la garnison de la Grande-Bretagne est en grande partie assurée par des volontaires collaborationnistes locaux et des auxiliaires de l'armée allemande et des SS. |
| 1965      | La Dixième Victime                                                        | Elio Petri                                     | Les guerres sont évitées en donnant aux gens la possibilité de tuer lors de la « Grande Chasse », la forme de divertissement la plus populaire. D'après la nouvelle de Robert Sheckley, La Septième Victime (1953). |
| 1966      | Fahrenheit 451                                                            | François Truffaut                              | Monde dans lequel les livres, accusés d'être dangereux, sont détruits par des « pompiers » pyromanes dont le rôle est alors de brûler les livres. |
| 1966      | L'Opération diabolique                                                    | John Frankenheimer                             | Adapté du roman Seconds de David Ely. Mystère traitant de l'obsession de la jeunesse éternelle et d'une organisation mystérieuse qui donne aux gens une seconde chance dans la vie. |
| 1968      | La Planète des singes (Planet of the Apes)                                | Franklin Schaffner                             | Adaptée du roman La Planète des singes de Pierre Boulle, publié en 1963. |
| 1970      | Le Cerveau d'acier                                                        | Joseph Sargent                                 | Le film, adapté du roman de science-fiction Colossus (1966) de Dennis Feltham Jones, raconte l'histoire d'un ordinateur de défense américain massif, nommé Colossus, qui devient conscient. Colossus suit logiquement ses directives originales, au grand désespoir de ses programmeurs, en prenant le contrôle du monde et de toutes les affaires humaines pour le bien de l'humanité, pendant la menace de guerre nucléaire de la guerre froide. |
| 1970      | Terre brûlée                                                              | Cornel Wilde                                   | Le film est adapté du roman de Samuel Youd, The Death of Grass (1956). Il met en évidence les effets terrifiants de la pollution de l'environnement. |
| 1971      | Orange mécanique (A Clockwork Orange)                                     | Stanley Kubrick                                | Un monde rempli de gangs composés d'individus ultra-violents et décadents, dont un est « rééduqué » par conditionnement. |
| 1971      | Le Survivant (The Omega Man)                                              | Boris Sagal                                    | La deuxième des trois adaptations du roman de Richard Matheson de 1954, Je suis une légende. Dans un monde effondré après une maladie mondiale, Robert Neville est un scientifique immunisé contre la peste en quête permanente d'un remède pour les infectés, transformé en une secte religieuse de mutants albinos nommée La Famille et dirigée par le dément Matthias, qui est obsédé par la destruction de Neville et de toute trace de technologie qu'il croit responsable de la chute du monde. |
| 1971      | Punishment Park                                                           | Peter Watkins                                  | Un pseudo-documentaire d'une équipe de tournage britannique et ouest-allemande suivant des soldats de la Garde nationale et des policiers alors qu'ils poursuivent des membres d'un groupe de contre-culture à travers un désert. |
| 1971      | THX 1138                                                                  | George Lucas                                   | Un monde souterrain aseptisé dans lequel toute individualité est proscrite. |
| 1972      | Silent Running                                                            | Douglas Trumbull                               | La Terre a éliminé toutes les maladies en pavant le monde naturel. Un astronaute qui conserve des forêts à l'intérieur de serres spatiales géantes dans l'espoir de restaurer l'environnement de la Terre reçoit l'ordre de les brûler après l'abandon du projet et élabore un plan secret pour les préserver avant que ses partenaires de travail ne puissent l'arrêter. |
| 1972      | Population zéro                                                           | Michael Campus                                 | Inspiré du best-seller non-fictionnel La Bombe P de Paul R. Ehrlich. Le film se déroule dans une Terre surpeuplée, dont le gouvernement mondial exécute ceux qui violent une interdiction de procréer de 30 ans. |
| 1972      | La Conquête de la planète des singes (Conquest of the Planet of the Apes) | J. Lee Thompson                                | La Terre a été ravagée par une guerre nucléaire et des primates intelligents en sont devenus les maîtres. |
| 1973      | La Dernière Chance (L'ultima chance)                                      | Maurizio Lucidi                                | Poliziottesco noir adapté du roman homonyme de Franco Enna. |
| 1973      | La Planète sauvage                                                        | René Laloux                                    | L'histoire de ce film d'animation, sur des humains vivant sur une étrange planète dominée par des extraterrestres humanoïdes géants qui les considèrent comme des animaux, est basée sur le roman Oms en série de 1957 de l'écrivain français Stefan Wul. |
| 1973      | Idaho Transfer (en)                                                       | Peter Fonda                                    | |
| 1973      | Traumstadt                                                                | Johannes Schaaf                                | Une ville de rêve libertaire où l'absence de règles vire au cauchemar. |
| 1973      | Woody et les Robots (Sleeper)                                             | Woody Allen                                    | Un monde totalitaire en 2173 où les citoyens sont surveillés, où règne la biométrie et où les dissidents sont lobotomisés. |
| 1973      | Soleil vert (Soylent Green)                                               | Richard Fleischer                              | Un monde où règnent surpopulation, épuisement des ressources naturelles, exacerbation des inégalités sociales et corruption des dirigeants. |
| 1973      | Mondwest (Westworld)                                                      | Michael Crichton                               | Écrit et réalisé par Michael Crichton. Un parc à thème centré sur le Far West devient hors de contrôle lorsque les robots se retournent contre les humains. |
| 1973      | Le Monde sur le fil (Welt am Draht)                                       | Rainer Werner Fassbinder                       | Téléfilm allemand |
| 1974      | Zardoz                                                                    | John Boorman                                   | Dans un futur post-apocalyptique en 2293, la population humaine est divisée entre les Éternels (Eternals), des humains ayant atteint l'immortalité grâce à la technologie, et les Brutes (Brutals). |
| 1975      | Apocalypse 2024                                                           | L. Q. Jones                                    | Le film se concentre sur la survie d'un garçon et d'un chien intelligent dans un désert post-apocalyptique en 2024. Basé sur le cycle de récits de 1969 Un gars et son chien (en) de l'auteur fantastique Harlan Ellison. |
| 1975      | Black Moon                                                                | Louis Malle                                    | Pour une raison indéterminée, une guerre se déroule, opposant les hommes aux femmes. Une jeune fille tente d'échapper au conflit. Elle trouve refuge dans un lieu secret, au hasard de ses pérégrinations, et y trouve une licorne ainsi que d'étranges personnages vivant à l'écart du monde. |
| 1975      | La Course à la mort de l'an 2000 (Death Race 2000)                        | Paul Bartel                                    | |
| 1975      | La Guerre du cochon (es) (La guerra del cerdo)                            | Leopoldo Torre Nilsson                         | Dans une Argentine dystopique, une secte de jeunes s'est mise à assassiner les personnes âgées, qu'ils qualifient de « porcs inutiles ». En peu de temps, la secte de plus en plus radicalisée cible un groupe d'amis d'âge moyen. |
| 1975      | Rollerball                                                                | Norman Jewison                                 | Un jeu ultra-violent utilisé comme divertissement pour purger la population de ses pulsions violentes. |
| 1976      | L'Âge de cristal (Logan's Run)                                            | Michael Anderson                               | Les êtres humains vivent dans des dômes et sont dirigés par un ordinateur. Pour éviter la surpopulation, chaque humain porte un cristal qui devient rouge au moment où l'ordinateur décide de la mort de l'humain qui le porte. |
| 1976      | Les Rescapés du futur (Futureworld)                                       | Richard T. Heffron                             | Suite de Mondwest. |
| 1976      | L'Homme qui venait d'ailleurs (The Man Who Fell to Earth)                 | Nicolas Roeg                                   | Adapté du roman de Walter Tevis de 1963, L'Homme tombé du ciel, à propos d'un extraterrestre qui s'écrase sur Terre à la recherche d'un moyen d'acheminer de l'eau vers sa planète, qui souffre d'une grave sécheresse. |
| 1977      | Sleeping Dogs                                                             | Roger Donaldson                                | La Nouvelle-Zélande est plongée dans un climat de peur. L'économie s'est effondrée. Le pays est devenu un état policier et un gouvernement fasciste a instauré la loi martiale. Des brigades spéciales sont chargés d'éliminer tous les opposants au régime. C'est dans ce contexte que Smith se rend compte que sa femme le trompe, avec un dénommé Bullen. Il décide alors de la quitter et d'enfin vivre sa vie. Il s'installe avec son chien sur la paisible péninsule de Coromandel. |
| 1978      | L'Invasion des profanateurs                                               | Philip Kaufman                                 | Remake du film de 1956, adapté du roman L'Invasion des profanateurs de Jack Finney. Un inspecteur de la santé publique se rend compte que des spores extraterrestres, arrivées sur la planète, reproduisent les êtres humains pendant leur sommeil et consomment leur corps d'origine pour prendre le contrôle de leur vie. |
| 1979      | Mad Max                                                                   | George Miller                                  | Les grandes nations sont entrées en guerre pour le pétrole. Exaspérées par la situation de crise, les populations se sont révoltées. Les nations essaient de maintenir un semblant d'ordre tandis que des bandes de délinquants sillonnent les routes. |
| 1979      | Quintet                                                                   | Robert Altman                                  | Un film post-apocalyptique avec Paul Newman où 6 personnes jouent à un jeu mortel. |
| 1979      | Stalker                                                                   | Andreï Tarkovski                               | Adapté du roman Stalker : Pique-nique au bord du chemin d'Arcadi et Boris Strougatski de 1972. Un guide, le Stalker, conduit ses clients à travers une zone dangereuse et inhabituelle appelée la Zone. La Zone contient un lieu mystique appelé la Chambre, où les vœux sont exaucés à quiconque ose y entrer. Le Stalker emmène deux clients, un écrivain et un scientifique, avec lui dans la Zone. Cependant, le trio se retrouve dans une quête plus difficile que celle qu'ils avaient initialement prévue. |
| 1980      | Brave New World (en)                                                      | Burt Brinckerhoff                              | Adaptation du roman de 1932 d'Aldous Huxley, Le Meilleur des mondes. Dans une société totalitaire, les gens n'ont aucun contrôle sur leur rôle dans la société. |
| 1980      | La Mort en direct                                                         | Bertrand Tavernier                             | Adapté du roman The Unsleeping Eye de David Guy Compton. La mort par maladie est devenue extrêmement rare. Lorsque la protagoniste est diagnostiquée comme souffrante d'une maladie incurable, elle devient une célébrité et est assiégée par les journalistes. |
| 1980      | Los miedos (es)                                                           | Alejandro Doria                                | Une épidémie, sous la forme d'une maladie cutanée mortelle, décime la population argentine - laissant un petit groupe de survivants dans la Patagonie, peu peuplée, qui doivent repousser la contagion. |
| 1981      | New York 1997 (Escape from New York)                                      | John Carpenter                                 | Dans un 1997 dystopique où l'île de Manhattan, arrondissement de la ville de New York, est devenue un pénitencier, un redoutable criminel est chargé en vingt-quatre heures de sauver le président des États-Unis, coincé là-bas, d'une mort atroce. |
| 1981      | La Guerre des mondes                                                      | Piotr Szulkin                                  | Une civilisation extraterrestre avancée arrive sur Terre et transforme la planète en État policier, avec la collaboration massive des humains. |
| 1981      | Mad Max 2 : Le Défi                                                       | George Miller                                  | Après une guerre nucléaire, Mad Max arrive dans une petite colonie de villageois paisibles qui sont assiégés par une bande de dangereux tueurs de la route qui veulent le carburant que les villageois produisent, dans l'espoir de voyager dans un autre endroit pour reconstruire la civilisation. |
| 1981      | Outland                                                                   | Peter Hyams                                    | Situé sur la lune Io de Jupiter, il a été décrit comme un western spatial et présente des ressemblances thématiques avec le film classique de 1952, Le train sifflera trois fois. |
| 1981      | Scanners                                                                  | David Cronenberg                               | Un sédatif de grossesse appelé Éphémérol provoque la naissance d'enfants appelés Scanners et dotés de capacités psychiques incontrôlables. La société militaire privée ConSec tente de les recruter et de les transformer en armes pour arrêter un réseau malveillant dirigé par un Scanner cherchant à distribuer de l'Éphémérol pour créer une nouvelle génération de Scanners afin de conquérir le monde. |
| 1982      | 984: Prisoner of the Future                                               | Tibor Takács                                   | L'élection du Dr Fontaine, un homme d'affaires extrémiste, au Canada entraîne l'instauration d'un régime totalitaire, au cours duquel l'homme d'affaires Tom Weston et d'autres sont faits prisonniers, soupçonnés de participer à un complot contre-révolutionnaire. Le directeur de prison (Don Francks) concentre ses interrogatoires sur Weston - qui avait ironiquement refusé une proposition d'intérêts commerciaux de tuer Fontaine avant son investiture. |
| 1982      | Blade Runner                                                              | Ridley Scott                                   | Produits par la Tyrell Corporation, les Réplicants (Nexus 6) sont des robots supérieurs en agilité et au moins aussi intelligent que ceux qui les ont conçus, utilisés comme esclaves. Une mutinerie éclate. Une unité spéciale, appelée Blade Runners, a pour mission d'exécuter tous les Nexus 6 à leur détection. |
| 1982      | Les Traqués de l'an 2000                                                  | Brian Trenchard-Smith                          | Des déviants sont détenus dans des camps de rééducation, un combattant de la liberté et un prisonnier innocent tentent de survivre au jeu de leurs oppresseurs qui consiste à tuer ou à être tué. |
| 1983      | Le Dernier Combat                                                         | Luc Besson                                     | Vision sombre d'une survie post-apocalyptique, le film a été tourné en noir et blanc et ne contient que deux mots de dialogue. Il dépeint un monde où les gens sont devenus muets à la suite d'un incident inconnu. |
| 1983      | Overdrawn at the Memory Bank                                              | Douglas Williams                               | Un monde où les peines de prison sont vécues virtuellement, l'esprit et la conscience des condamnés étant emprisonnés. |
| 1983      | Le Prix du Danger                                                         | Yves Boisset                                   | Une chaîne de télévision organise une chasse à l'homme avec un prix pour les participants qui y survivent. Cependant, le jeu est truqué. |
| 1983      | Vidéodrome                                                                | David Cronenberg                               | Se déroulant à Toronto au début des années 1980, le film suit le PDG d'une petite station de télévision UHF qui tombe sur un signal de diffusion présentant une violence et une torture extrêmes. |
| 1984      | 1984                                                                      | Michael Radford                                | En 1984, le monde est divisé en trois parties : l'Océania, l'Estasia et l'Eurasia. Ces trois nations sont en guerre. Winston, un simple employé au service de Big Brother, va commettre un crime par la pensée et vivre un amour avec une jeune femme. |
| 1984      | Sexmission                                                                | Juliusz Machulski                              | Un classique culte polonais sur deux volontaires masculins qui se réveillent après une expérience d'hibernation ratée et découvrent qu'ils vivent dans un système matriarcal. Les hommes découvrent que les hommes sont tenus pour responsables de tous les maux du passé et qu'ils ont depuis disparu et sont rayés de l'histoire. Le désir sexuel est supprimé par des médicaments et les femmes se reproduisent par parthénogenèse, toute la progéniture étant des femmes. |
| 1984      | Terminator                                                                | James Cameron                                  | Une serveuse nommée Sarah Connor est sauvée du Terminator T-800, un androïde assassin voyageant dans le temps, par Kyle Reese. Il lui révèle que dans le futur, le système informatique Skynet provoquera une guerre nucléaire afin de permettre aux machines de prendre le contrôle du monde, et lui révèle qu'elle sera la mère du futur chef de la résistance contre les machines. |
| 1984      | Threads                                                                   | Mick Jackson                                   | Ce docufiction controversé décrit l'issue probable d'une guerre nucléaire et se déroule à Sheffield, en Angleterre. Après un long conflit international impliquant la Russie, une jeune femme enceinte survit à une guerre nucléaire qui tue des millions de personnes, rend la plupart des technologies inutiles et affecte considérablement le climat de la Terre. Le film décrit de manière graphique les effets de l'hiver nucléaire et de ses retombées sur une période de treize ans, au cours de laquelle la société, l'agriculture, l'assainissement et l'éducation britanniques se détériorent de manière majeure et constante. |
| 1985      | Brazil                                                                    | Terry Gilliam                                  | Dans un monde rigide, où règne la paperasse, une faute de frappe fait arrêter la mauvaise personne. |
| 1985      | Joan Lui                                                                  | Adriano Celentano                              | Joan Lui, un prêcheur venu de nulle part et sans passé, après un voyage en train mouvementé au milieu de Noirs racistes, arrive en Italie et se voit contraint de constater les graves problèmes sociaux auxquels la société est confrontée, notamment l'enlèvement d'Emanuela Carboni (inspirée de la figure d'Emanuela Orlandi), la fille d'un industriel renommé. Ce saint homme prêche pour le salut de l'humanité, stigmatisant l'hypocrisie et l'hédonisme. Avec un groupe de fidèles rencontrés en chemin, Joan Lui commence son pèlerinage parmi le peuple, suscitant l'intérêt de Judy Johnson, une directrice de spectacles avec son assistant Franky à ses côtés, de la journaliste du Corriere dell'Est Tina Foster et d'autres, mais se concentrant surtout sur les sentiments et les attentes du peuple à travers sa mystérieuse musique. |
| 1985      | Mad Max : Au-delà du dôme du tonnerre                                     | George Miller et George Ogilvie                | En errant dans une Australie post-apocalyptique, Mad Max arrive à Bartertown, un village dangereux dirigé par Aunty Entity qui est en guerre avec un associé, Master Blaster, qui dirige le sous-sol de Bartertown où l'énergie qui alimente la ville est produite, en utilisant du méthane brut alimenté par des excréments de porc. Violant un traité conclu avec Aunty Entity pour tuer Master Blaster, Max est abandonné dans le désert pour mourir, où il est retrouvé par une tribu d'enfants qui vivent dans une oasis et qui le prennent pour l'élu pour les emmener au « Tomorrow-morrow Land ». Les circonstances poussent Max à les aider à s'échapper de l'oasis et de Bartertown, leur permettant finalement de fonder une nouvelle communauté visant à reconstruire la civilisation. |
| 1985      | Max Headroom: 20 Minutes Into the Future                                  | Rocky Morton et Annabel Jankel                 | Un reporter de télévision qui tente de dénoncer la corruption et la cupidité découvre que son employeur, Network 23, a créé une nouvelle forme de publicité subliminale, appelée blipverts, qui peut être fatale à certains téléspectateurs. |
| 1985      | Modèle:Polonais                                                           | Piotr Szulkin                                  | Après une guerre nucléaire, l'humanité s'est réfugiée dans un bunker. Celui-ci tombe en décrépitude tandis que les habitants attendent désespérément l'arrivée des secours. |
| 1986      | Le Drive in de l'enfer (en) (Dead-End Drive In)                           | Brian Trenchard-Smith                          | Un couple d'adolescents est enfermé dans un ciné-parc, véritable camp de concentration pour les rebuts de la société. Les détenus sont nourris d'un régime alimentaire composé de malbouffe, de musique new wave, de drogues et de films violents. |
| 1986      | Kin-dza-dza!                                                              | Gueorgui Danielia                              | Disposant d'une technologie très en avance sur la Terre, la planète Pluke présente un système social proche de la barbarie. |
| 1986      | Lettres d'un homme mort                                                   | Konstantine Lopouchanski                       | Au lendemain d'une apocalypse nucléaire, un groupe de personnes est contraint de vivre sous terre dans des bunkers. Ils ne peuvent pas sortir de chez eux sans porter des vêtements de protection et des masques à gaz. Ils tentent de trouver l'espoir dans ce nouveau monde inquiétant. Parmi ces personnes se trouve un professeur d'histoire qui essaie de contacter par courrier son fils disparu. |
| 1986      | Les Guerriers du soleil                                                   | Alan Johnson                                   | Après une guerre nucléaire mondiale, le monde est dirigé par l'Eco Protectorat, une organisation fasciste et paramilitaire qui maintient toute l'eau restante de la planète emprisonnée après l'évaporation d'une grande partie des océans. Les Guerriers du soleil, une équipe d'adolescents rollers élevés dans l'un des orphelinats du Protectorat, où tous les enfants et adolescents sont formés pour servir le système, doit sauver le Protectorat d'une boule brillante extraterrestre nommée Bodhi envoyée sur la planète Terre pour libérer l'eau. |
| 1987      | Cherry 2000                                                               | Steve De Jarnatt                               | Lorsqu'un homme d'affaires prospère découvre que sa femme androïde, Cherry modèle 2000, a fait exploser un fusible, il engage une traqueuse renégate sexy pour l'aider à retrouver son sosie exact. |
| 1987      | Apocalypse Warriors (en)                                                  | Cirio H. Santiago                              | L'un des nombreux films à petit budget inspirés de Mad Max. Se déroulant en Alaska quelques centaines d'années après une guerre nucléaire. Un groupe de véhicules impitoyables et fascistes appelé The Ownership dirigé par le général MacLaine fait face à une rébellion qui tente de détruire The Ownership pour vivre libre, mais le grossier capitaine Slade quitte le groupe après que le maire Lawton ait tué le père de Slade, le commandant de terrain de The Ownership, et l'ait laissé pour mort, rejoignant la rébellion. Après avoir rencontré Karen et son père Dixon, Slade, avec l'aide de Dixon, modifie une arme à feu pour créer l'arme massive Equalizer 2000, se transformant en une armée d'un seul homme pour vaincre le maire Lawton et The Ownership. |
| 1987      | Modèle:Polonais                                                           | Juliusz Machulski                              | L'action se déroule dans la Pologne communiste tardive et dans un royaume lilliputien fictif appelé Szuflandia (Drawerland), caché dans les profondeurs souterraines de l'Institut de recherche du Quaternaire. |
| 1987      | RoboCop                                                                   | Paul Verhoeven                                 | En 2043, Détroit est une ville en proie au crime. L'officier de police Alex Murphy est tué par un groupe de criminels secrètement soutenu par le PDG de l'OCP, Dick Jones, pour augmenter la délinquance dans la ville afin d'approuver un nouveau robot policier, ED-209. Mais le jeune PDG Bob Morton choisit Murphy pour un projet spécial visant à le faire revivre en tant que cyborg surhumain chargé de l'application de la loi, Robocop. |
| 1987      | Running Man                                                               | Paul Michael Glaser                            | En 2018, un jeu télévisé cruel oblige ses participants à fuir et à affronter des tueurs sanguinaires. |
| 1987      | Steel Dawn                                                                | Lance Hool                                     | Dans un monde post-troisième guerre mondiale, un guerrier anonyme surnommé Nomad arrive dans la ville de Meridian dans le but de venger le meurtre de son mentor. Il rejoint Kasha, son enfant Jux et le contremaître de Kasha, Tarka, pour protéger la ville d'un propriétaire foncier local nommé Damnil, qui est convaincu que les citoyens de Meridian sont capables de produire de l'eau pure, la substance la plus précieuse d'un monde désertique. |
| 1987      | Akira                                                                     | Katsuhiro Ōtomo                                | Film d'animation réalisé par Katsuhiro Otomo, adapté de son manga du même nom. Il se déroule après la destruction de Tokyo en 1988 et sa reconstruction sous le nom de Néo-Tokyo. En 2019, un projet secret des Forces d'autodéfense japonaises met en danger Néo-Tokyo lorsqu'il transforme un membre d'un gang de motards en un psychopathe déchaîné doué de pouvoirs psychiques. |
| 1987      | Surf Nazis Must Die                                                       | Peter George                                   | Un tremblement de terre laisse le littoral californien en ruines et réduit les plages à un état de chaos. Un groupe de néonazis mené par Adolf, l'autoproclamé « Führer de la nouvelle plage », profite du chaos qui en résulte pour combattre plusieurs bandes de surfeurs rivales afin de prendre le contrôle des plages. La mère d'un ouvrier pétrolier afro-américain tué par les nazis du surf, alors qu'il faisait son jogging sur la plage, jure de le venger. Après s'être armée d'un pistolet et de grenades, elle s'échappe de sa maison de retraite pour affronter les nazis du surf. |
| 1988      | Lo que vendrá (es)                                                        | Gustavo Mosquera R.                            | L'Argentine est gouvernée par un État policier. Lors d'une manifestation à Buenos Aires, un passant est accidentellement abattu par un policier ambitieux, dont la carrière est menacée par les questions persistantes du père de la victime, ainsi que par la désapprobation des autorités. Le policier se retrouve bientôt confronté à un problème supplémentaire : un ambulancier vigilant qui le provoque. La victime finit par sortir du coma, ce qui conduit à une confrontation avec l'impitoyable policier. |
| 1988      | La Mort des trois soleils(Nightfall)                                      | Paul Mayersberg                                | Adapté de la nouvelle Quand les ténèbres viendront d'Isaac Asimov de 1941. Sur une planète lointaine aux trois soleils où ses habitants vivent dans une lumière du jour perpétuelle, deux factions de la planète dirigées par le scientifique rationnel Aton et le religieux frénétique Sor s'affrontent lorsqu'une éclipse imminente provoquera l'arrivée de la nuit, menaçant de faire s'effondrer sa civilisation. |
| 1988      | Invasion Los Angeles (They Live)                                          | John Carpenter                                 | Adapté de la nouvelle de Ray Faraday Nelson, Les Fascinateurs (Eight O'Clock in the Morning). Un homme qui trouve une paire de lunettes de soleil qui montre le monde tel qu'il est réellement, découvre qu'une race extraterrestre vit déguisée en êtres humains, mettant des messages subliminaux dans toutes sortes de livres et d'affiches publicitaires pour soumettre la race humaine. |
| 1989      | Batman                                                                    | Tim Burton                                     | Basé sur le personnage de DC Comics du même nom, réalisé par Tim Burton. La ville de Gotham est un endroit en proie au désordre, où le milliardaire reclus Bruce Wayne combat le crime en tant que justicier masqué Batman. En essayant d'arrêter un raid sur Axis Chemicals, il fait involontairement tomber un gangster, Jack Napier, dans un réservoir d'acide, provoquant ainsi sa transformation en Joker dément. |
| 1989      | Le Sang des héros                                                         | David Webb Peoples                             | « Dans un monde post-apocalyptique, il existe un jeu violent, semblable au football, qui est devenu un mode de vie. » |
| 1989      | Millenium                                                                 | Michael Anderson                               | Des voyageurs du temps visitent le présent et enlèvent des passagers d'avions condamnés, car l'avenir est condamné par la pollution mondiale et la population humaine n'est plus en mesure de se reproduire. |
| 1989      | Le Visiteur du musée                                                      | Konstantin Lopouchanski                        | Dans un monde post-apocalyptique, où une grande partie de la population est constituée de mutants déments et déformés, un homme, l'un des rares survivants à avoir réussi à conserver sa forme et sa façon de penser humaines, se lance dans la visite des ruines d'un musée enfoui sous la mer, accessible uniquement à marée basse. |
| 1990      | Hardware                                                                  | Richard Stanley                                | Inspiré de Shok ! de 2000 AD (1980), le film dépeint le saccage d'un robot expérimental auto-réparateur récupéré dans un bidonville post-apocalyptique. |
| 1990      | L'Île oubliée (Lord of the Flies)                                         | Harry Hook (en)                                | Seconde adaptation du célèbre roman Sa Majesté des mouches de William Golding. |
| 1990      | La Servante écarlate (The Handmaid's Tale)                                | Volker Schlöndorff                             | Une société impose aux femmes des rôles prédéfinis. |
| 1990      | Total Recall                                                              | Paul Verhoeven                                 | La Terre surpeuplée et appauvrie en ressources naturelles, les humains se sont installés sur les différentes planètes du système solaire. Mars est colonisée et gouvernée par un tyran qui contrôle les mines et l'approvisionnement en oxygène. Seule consolation, les humains restés sur Terre ont la possibilité de voyager virtuellement sur d'autres planètes en se faisant implanter de faux souvenirs dans leur mémoire. |
| 1990      | Class of 1999                                                             | Mark L. Lester                                 | Alors que les lycées sont désormais aux mains des gangs, le gouvernement lance un programme spécial pour lequel trois androïdes de l'armée sont reconvertis en professeurs : ces machines, sans pitié, entendent bien faire régner l'ordre et la discipline. |
| 1991      | Terminator 2 : Le Jugement dernier                                        | James Cameron                                  | John Connor est un adolescent qui apprend son véritable destin de futur chef de la résistance contre Skynet, une entité cybernetique voulant exterminer l'humanité. Un androïde reprogrammé, le T-800, est envoyé dans le passé pour le sauver du T-1000, un modèle de Terminator en métal liquide envoyé pour le tuer. |
| 1992      | Freejack                                                                  | Geoff Murphy                                   | Les riches prolongent leur vie en volant celle des autres. |
| 1992      | La Peste                                                                  | Luis Puenzo                                    | D'après le roman homonyme d'Albert Camus. Une ville côtière est frappée par la peste. L'infatigable docteur Bernard Rieux doit lutter non seulement contre l'épidémie et la panique qui s'ensuit, mais aussi contre la politique officielle qui oscille brusquement entre le déni, au début, et la quarantaine draconienne, par la suite. |
| 1993      | Fortress                                                                  | Stuart Gordon                                  | |
| 1993      | Demolition Man                                                            | Marco Brambilla                                | En 2032, à San Angeles, une mégalopole californienne, où toute violence a été éradiquée, un tueur psychopathe des années 1990 s'évade et devient vite incontrôlable. Seul recours pour le neutraliser : réanimer son ennemi, un policier surnommé "Demolition Man", cryogénisé en 1996 à titre de punition pour imprudences dans l'exercice de ses fonctions. |
| 1993      | Super Mario Bros.                                                         | Rocky Morton et Annabel Jankel                 | Les frères Mario et Luigi sont deux plombiers italo-américains de Brooklyn. Ils se retrouvent transportés dans une autre dimension, où ils doivent affronter le roi Bowser, dictateur d'un peuple constitué de dinosaures ayant évolué en humains. |
| 1994      | La Symphonie russe (ru)                                                   | Konstantin Lopushansky                         | Un homme cherche désespérément à faire quelque chose de bien de sa vie avant qu'elle ne se termine, mais il est généralement accueilli avec suspicion dans une version sombre de la Russie contemporaine, où le monde semble toucher à sa fin à cause d'un déluge. |
| 1995      | L'Armée des douze singes (12 Monkeys)                                     | Terry Gilliam                                  | L'humanité a été décimée par un virus. Les survivants du futur envoient plusieurs agents dans le passé pour découvrir l'auteur de cette tragédie et l'empêcher d'agir. |
| 1995      | La Cité des enfants perdus                                                | Marc Caro et Jean-Pierre Jeunet                | Dans un monde surréaliste, un scientifique nommé Krank kidnappe des enfants pour voler leurs rêves, dans l'espoir que ces rêves puissent ralentir ou arrêter son processus de vieillissement. |
| 1995      | Ghost in the Shell                                                        | Mamoru Oshii                                   | Adapté du manga homonyme de 1989 de Masamune Shirow du même nom. Suit la traque menée par l'agence de sécurité publique Section 9 d'un mystérieux pirate informatique connu sous le nom de Puppet Master. |
| 1995      | Harrison Bergeron                                                         | Bruce Pittman                                  | Un téléfilm adapté de la nouvelle Pauvre Surhomme de Kurt Vonnegut. |
| 1995      | Johnny Mnemonic                                                           | Robert Longo                                   | Adapté de la nouvelle homonyme de 1981 de William Gibson, dans laquelle un coursier de données, transportant littéralement un paquet de données dans sa tête, doit le livrer avant de mourir du fardeau ou d'être tué par les Yakuzas. |
| 1995      | Judge Dredd                                                               | Danny Cannon                                   | Adapté du comic du même nom : Dredd, le juge le plus célèbre(un flic doté de pouvoirs judiciaires instantanés sur le terrain), est condamné pour un crime qu'il n'a pas commis tandis que son homologue meurtrier s'échappe. |
| 1995      | Lipton Cockton in the Shadows of Sodoma (en)                              | Jari Halonen                                   | Le détective privé Lipton Cockton, vivant dans un État fédéral d'un futur proche, commence à enquêter sur des décès inexpliqués par explosion tout en faisant l'expérience d'un voyage d'un système social en déclin et d'une vie humaine ratée vers la lumière de la réalité. |
| 1995      | Richard III                                                               | Richard Loncraine                              | Le film transpose la tragédie Richard III, de William Shakespeare, dans les années 1930 et utilise l'imagerie nazie pour accompagner l'ascension au pouvoir du personnage principal. |
| 1995      | Strange Days                                                              | Kathryn Bigelow                                | Les deux derniers jours de 1999 dans un Los Angeles en proie au crime, le film suit un trafiquant de disques SQUID (permettant à leurs utilisateurs de revivre les souvenirs d'une personne et de ressentir ses sensations physiques) qui tente de résoudre le meurtre d'une prostituée. |
| 1995      | Tank Girl                                                                 | Rachel Talalay                                 | Adapté de la série de comics homonyme britannique. Une anti-héroïne chevauchant un char d'assaut combat une méga-entreprise qui contrôle l'approvisionnement mondial en eau. |
| 1995      | Waterworld                                                                | Kevin Reynolds                                 | À la suite d'une catastrophe écologique, la Terre est recouverte par les océans. Les rares survivants vivent sur des atolls artificiels, rêvant d'une contrée mythique : Dryland. |
| 1996      | Planète hurlante (Screamers)                                              | Christian Duguay                               | En 2078, les colons de la planète Sirius 6B sont attaqués par des robots pouvant prendre forme humaine. |
| 1996      | Los Angeles 2013 (Escape from L.A.)                                       | John Carpenter                                 | Suite de New York 1997. Après un tremblement de terre survenu en 2000, la ville de Los Angeles s'est détachée du continent américain. En 2013, elle est devenue une île où le gouvernement, très puritain, exile tous les bannis de la société. |
| 1997      | Le Cinquième Élément                                                      | Luc Besson                                     | Une grosse boule de mal, en collaboration avec un chef d'entreprise, complote la destruction de la Terre. |
| 1997      | The End of Evangelion                                                     | Hideaki Anno                                   | Lorsque l'aube du nouveau millénaire apporte la destruction sur Terre par le biais d'anges apparemment tout-puissants, le seul espoir pour l'avenir de la race humaine réside dans les Evangelions, des engins créés à partir de la technologie des Anges. |
| 1997      | Nirvana                                                                   | Gabriele Salvatores                            | Un concepteur de jeux informatiques à succès découvre que son dernier produit a été infecté par un virus qui a donné conscience au personnage principal du jeu. Il se met alors à la recherche de personnes qui pourraient l'aider à découvrir ce qui est arrivé à sa petite amie en fuite et à supprimer son jeu avant sa sortie. |
| 1997      | Postman                                                                   | Kevin Costner                                  | Après une «guerre du destin» non spécifiée, la La société s'est effondrée et la technologie stagne. Les gens vivent dans de petites communautés, terrorisés par une milice. Portant un vieil uniforme de facteur qu'il a trouvé sur un cadavre, un vagabond fait croire aux habitants de la ville que le service postal et le gouvernement centralisé ont été restaurés. Le mensonge donne aux gens l'espoir de tenir tête à la milice. |
| 1997      | Starship Troopers                                                         | Paul Verhoeven                                 | L'humanité a établi une civilisation galactique sous l'égide de la Fédération. Cette société semble idéale aux premiers abords, mais il s'avère que celle-ci est en réalité une dictature militaire au système fasciste et avec une forte propagande de la part des médias. |
| 1997      | Bienvenue à Gattaca (Gattaca)                                             | Andrew Niccol                                  | Les êtres humains sont créés par eugénisme et ceux qui ont été conçus naturellement sont considérés comme des sous-hommes. |
| 1998      | Dark City                                                                 | Alex Proyas                                    | |
| 1998      | Pleasantville                                                             | Gary Ross                                      | Un frère et une sœur se retrouvent plongés dans une émission de télévision idéaliste des années 1950, mais ils se rendent compte qu'il s'agit d'une société sexuellement réprimée. |
| 1999      | eXistenZ                                                                  | David Cronenberg                               | |
| 1999-2003 | Matrix                                                                    | Les Wachowski                                  | Les humains vivent sans le savoir dans un monde artificiel géré par ordinateur, la Matrice, sous le contrôle des Machines en attendant l'Élu, celui qui pourra prendre conscience de cette illusion et tous les libérer. |
| 2000      | Battle Royale                                                             | Kinji Fukasaku                                 | Les cancres refusent les cours et pratiquent la désobéissance jusqu'à la loi de Battle royale, votée pour se débarrasser d'eux. |
| 2000      | Battlefield Earth                                                         | Roger Christian                                | Adaptation cinématographique du roman Terre champ de bataille de L. Ron Hubbard de 1982, avec John Travolta dans le rôle principal. En l'an 3000, l'humanité vit asservie depuis un millénaire par l'empire extraterrestre des Psychlos. Un homme nommé Jonnie Goodboy Tyler, qui rejette le désespoir du reste des êtres humains, mène une émeute pour récupérer la planète, détruire la planète natale des Psychlos avec des armes nucléaires américaines récupérées et libérer la race humaine. |
| 2000      | USS Charleston, dernière chance pour l'humanité                           | Russell Mulcahy                                | Adapté de la nouvelle Le Dernier Rivage de Nevil Shute de 1957 décrivant les conséquences d'une guerre nucléaire, remake télévisé de la version de 1959. |
| 2001      | A.I. Intelligence artificielle (Artificial Intelligence: A.I.)            | Steven Spielberg                               | Dans un monde ravagé par le réchauffement climatique, les hommes utilisent les « mécas », des robots créés pour répondre à leurs besoins : amour, tâches ménagères, services… et envoient ces robots « plus humains que nature » à la casse une fois qu'ils n'en veulent plus. |
| 2001      | Metropolis                                                                | Rintarō                                        | Film d'animation adapté du manga homonyme d'Osamu Tezuka. |
| 2002      | Minority Report                                                           | Steven Spielberg                               | Un monde où l'on arrête les criminels avant qu'ils ne commettent ledit crime par prémonition. |
| 2002      | Equilibrium                                                               | Kurt Wimmer                                    | Une société qui a choisi de sacrifier les émotions de ses membres au profit de la paix. |
| 2002-2016 | Série Resident Evil                                                       | Paul WS Anderson                               | Franchise de science-fiction et d'horreur écrite et réalisée par Paul WS Anderson, basée sur le jeu vidéo homonyme. |
| 2002      | Star Wars, épisode II : L'Attaque des clones                              | George Lucas                                   | Le maître Jedi Obi-Wan Kenobi et son jeune apprenti Anakin Skywalker doivent protéger la sénatrice Padmé Amidala d'une faction de séparatistes galactiques, dirigée par l'ancien comte Jedi Dooku. |
| 2002      | La Machine à explorer le temps                                            | Simon Wells                                    | Remake du film de 1960. Alexander Hartdegen est un scientifique de 1899 qui, peu de temps après son mariage avec sa petite amie Emma, perd celle-ci dans un accident. Tentant d'y remédier, Hartdegen construit une machine à remonter le temps pour voyager dans le futur, espérant trouver le moyen de corriger son propre passé. Cependant, en 2037, une opération minière dans une colonie lunaire modifie l'orbite de la lune pour la détruire, provoquant un grand choc sur Terre et propulsant accidentellement Hartdegen dans le temps jusqu'en 802701 après JC. Il y trouve un monde naturel restauré, sans aucune trace des villes et de la technologie humaines précédentes, habité par une tribu pacifique nommée Eloi qui vit en ignorant son ancien monde. Les tentatives d'Hartdegen pour leur en apprendre davantage sur le passé prennent fin lorsqu'il découvre l'existence d'une race souterraine sauvage et brutale, les Morlocks, qui vivent en chassant les Eloi pour survivre. |
| 2003      | Code 46                                                                   | Michael Winterbottom                           | Une « brève rencontre » futuriste, une histoire d'amour dans laquelle la romance est vouée à l'échec par une incompatibilité génétique. |
| 2003      | Matrubhoomi, un monde sans femmes                                         | Manish Jha (en)                                | Pour une famille pauvre de l'Inde, avoir une fille exige de grands sacrifices pour lui constituer une dot et pouvoir la marier. Dans un village, où depuis des années les filles ont été éliminées à la naissance, Ramcharan, père de cinq garçons, cherche à marier son fils aîné. |
| 2003      | Natural City                                                              | Min Byeong-cheon (ko)                          | Un monde colonial qui intègre des robots, des androïdes et des cyborgs parmi la population. |
| 2003      | Terminator 3 : Le Soulèvement des machines                                | Jonathan Mostow                                | Un John Connor adulte vit comme un travailleur temporaire lorsqu'il rencontre par hasard une ancienne amie, la vétérinaire Kate Brewster. Lorsqu'un deuxième T-800 est envoyé dans le passé pour les protéger du T-X, un nouveau modèle de Terminator est envoyé pour tuer non seulement John Connor, mais tous les adjoints de Connor dans la guerre contre Skynet. |
| 2004      | Banlieue 13                                                               | Pierre Morel                                   | À Paris, en 2013, le gouvernement a décidé devant la montée de la criminalité de construire un mur pour isoler les cités de la banlieue du reste de Paris. Les gangs règnent en maîtres absolus des cités, dont le plus puissant est dirigé d'une main de fer par Taha. |
| 2004      | Casshern                                                                  | Kazuaki Kiriya                                 | Adaptation cinématographique de la série animée de 1973 du même nom. |
| 2004      | FAQ: Frequently Asked Questions                                           | Carlos Atanes                                  | |
| 2004      | Eternal Sunshine of the Spotless Mind                                     | Michel Gondry                                  | Une société où la clinique Lacuna, spécialisée dans l'effacement de souvenirs, permet de rayer de sa mémoire la connaissance des personnes et du vécu partagé avec celles-ci. |
| 2004      | I, Robot                                                                  | Alex Proyas                                    | Les robots, intégrés dans la société, obéissant aux humains, utilisés pour les servir et les protéger, se retournent soudainement contre eux. |
| 2004      | One Point O                                                               | Jeff Renfroe et Marteinn Thorsson              | Le film est un cauchemar kafkaïen dans lequel un jeune programmeur informatique devient un cobaye involontaire dans une expérience d'entreprise visant à tester un nouveau système publicitaire. |
| 2005      | The Island                                                                | Michael Bay                                    | Le clonage est utilisé à des fins médicales pour une population de riches privilégiés. |
| 2005      | Aeon Flux                                                                 | Karyn Kusama                                   | Une maladie a exterminé presque tous les humains de la Terre. Le reste vit désormais dans une ville fortifiée, Bregna, régie par une assemblée de scientifiques. |
| 2005      | Serenity                                                                  | Joss Whedon                                    | Suite de la série télévisée Firefly de Joss Whedon diffusée en 2002. |
| 2005      | Star Wars, épisode III : La Revanche des Sith                             | George Lucas                                   | Anakin Skywalker est séduit par le Chancelier Suprême Palpatine et devient le seigneur Sith Dark Vador. Avec l'aide de Vador, Palpatine détruit la majeure partie de l'Ordre Jedi et inaugure l'ère de l'Empire Galactique. |
| 2006      | Coups d'État (Land of the Blind)                                          | Robert Edwards                                 | Une satire politique sombre, basée sur plusieurs incidents à travers l'histoire dans lesquels des dirigeants tyranniques ont été renversés par de nouveaux dirigeants qui se sont avérés tout aussi mauvais, sinon pires, et des références subtiles sont faites à plusieurs de ces cas. |
| 2006      | Norway of Life (Modèle:Norvégien)                                         | Jens Lien                                      | Un homme se retrouve dans une ville, où la notion de plaisir n'existe plus. |
| 2006      | Renaissance                                                               | Christian Volckman                             | Un policier français enquête sur l'enlèvement d'un scientifique qui pourrait détenir la clé de la vie éternelle dans un Paris futuriste et légèrement dystopique. |
| 2006      | A Scanner Darkly                                                          | Richard Linklater                              | Adapté du roman Substance Mort de Philip K. Dick paru en 1977. Une nouvelle drogue dangereuse amène les utilisateurs à perdre leur propre identité. |
| 2006      | Southland Tales                                                           | Richard Kelly                                  | |
| 2006      | Ultraviolet                                                               | Kurt Wimmer                                    | À la fin du XXIe siècle, une mutation génétique engendre une nouvelle race d'humains. Effrayé, le gouvernement décide de les enfermer et de s'en servir comme cobayes avant de les tuer. |
| 2006      | Les Vilains Petits Canards                                                | Konstantin Lopouchanski                        | Adapté du roman Les Mutants du brouillard de 1967 d'Arcadi et Boris Strougatski. L'écrivain Victor Banev se retrouve au sein d'une commission de l'ONU pour enquêter sur ce qui se passe dans la ville inondée de Tashlinsk où la pluie ne s'arrête jamais. Des rapports parlent d'une race de mutants intelligents créés par un virus. Il recherche sa fille dans son ancien pays natal. La fille de Banev, Ira, est inscrite dans une école pour enfants surdoués qui a été reprise par les mutants, les Mokretsy, qui ont grandi en méprisant l'humanité ordinaire. |
| 2006      | V pour Vendetta (V for Vendetta)                                          | James McTeigue                                 | Dans une société dont les membres ont sacrifié toutes leurs libertés pour s'assurer la sécurité, un terroriste portant un masque représentant Guy Fawkes pulvérise des symboles afin de réveiller le peuple et lui proposer de se joindre à sa révolution. |
| 2006      | Les Fils de l'homme (Children of Men)                                     | Alfonso Cuarón                                 | Une société mortifère et désabusée, après vingt ans d'une infertilité mondiale. |
| 2006      | Idiocracy                                                                 | Mike Judge                                     | Un monde futuriste où les plantes ne poussent plus et où le quotient intellectuel de l'humanité a drastiquement baissé : la vulgarité, la malbouffe, l'amour de l'argent et les médias abrutissants y sont légion. |
| 2007      | Je suis une légende                                                       | Francis Lawrence                               | La troisième adaptation du roman de Richard Matheson de 1954, Je suis une légende. |
| 2008      | Babylon A.D.                                                              | Mathieu Kassovitz                              | Toorop, un vétéran devenu mercenaire, accepte la mission à haut risque d'escorter une femme de Russie vers l'Amérique. Il ignore qu'elle abrite un organisme qu'une secte veut exploiter pour produire un Messie génétiquement modifié. |
| 2008      | Blindness                                                                 | Fernando Meirelles                             | Adaptation du roman L'Aveuglement de 1995 de l'auteur portugais José Saramago, sur une société souffrant d'une épidémie de cécité. |
| 2008      | La Cité de l'ombre (City of Ember)                                        | Gil Kenan                                      | Après une catastrophe inconnue sur Terre, au cours de laquelle les générations humaines restantes sont envoyées dans un monde souterrain pour y vivre jusqu'à ce que la surface de la Terre puisse supporter la vie. Un malheureux concours de circonstances les maintient sous terre plus longtemps que prévu. Ils finissent par trouver la sortie après que deux enfants courageux aient découvert le chemin. |
| 2008      | Course à la mort (Death Race)                                             | Paul W. S. Anderson                            | Une société qui utilise des prisonniers comme des pilotes de courses à mort façon Carmageddon. |
| 2008      | Planète hurlante 2 (Screamers: The Hunting)                               | Sheldon Wilson (en)                            | |
| 2008-2009 | Prisoners of Power: Battlestar Rebellion                                  | Fiodor Bondartchouk                            | Adapté du livre L'Île habitée (ru) d'Arcadi et Boris Strougatski, paru en 1969. Sur une autre planète, dans un pays dirigé par un régime totalitaire, les citoyens subissent des lavages de cerveau au moyen de tours émettant un type spécial de radiations. |
| 2008      | Repo! The Genetic Opera                                                   | Darren Lynn Bousman                            | Ce film d'horreur musical de type opéra rock se déroule en 2056, où une épidémie de défaillances d'organes a dévasté la planète. La méga-corporation GeneCo propose des transplantations d'organes selon un plan de paiement. Les clients qui ne paient pas leurs échéances sont traqués par des Repo Men : des assassins qualifiés engagés par GeneCo pour récupérer les organes, tuant généralement les clients au passage. |
| 2008      | Sleep Dealer                                                              | Alex Rivera                                    | Un mur fortifié a mis fin à l'immigration illégale entre le Mexique et les États-Unis, mais les travailleurs migrants sont remplacés par des robots, contrôlés à distance par la même catégorie de candidats à l'émigration. Leur force vitale s'épuise inévitablement et ils sont abandonnés sans indemnisation médicale. |
| 2008      | WALL-E                                                                    | Andrew Stanton                                 | Des siècles dans le futur, la Terre est devenue toxique en raison des quantités extrêmes de déchets produits par une méga corporation, qui soutenait également le consumérisme et la dépendance technologique. |
| 2009      | 2081 (en)                                                                 | Chandler Tuttle (en)                           | Adaptation en court-métrage du roman de Kurt Vonnegut, Pauvre Surhomme (1961). « Tout le monde est enfin égal. » |
| 2009      | L'Âge de la stupidité                                                     | Franny Armstrong                               | Un archiviste anonyme vit seul dans le monde dévasté de 2055, regarde des images d'archives de 2007 et se demande « Pourquoi n'avons-nous pas arrêté le changement climatique quand nous en avions l'occasion ? » |
| 2009      | Banlieue 13 : Ultimatum                                                   | Patrick Alessandrin                            | Suite de Banlieue 13, sorti en 2004. |
| 2009      | Cargo                                                                     | Ivan Engler et Ralph Etter                     | Nous sommes en 2267. Après que la Terre soit devenue inhabitable en raison d'un effondrement écologique, les habitants de la planète vivent dans des stations spatiales surpeuplées en orbite autour de la Terre. L'histoire se déroule à bord d'un vaisseau spatial abandonné, lors de son voyage de huit ans vers une station de fret isolée dans l'espace lointain. |
| 2009      | Clones (Surrogates)                                                       | Jonathan Mostow                                | Une société où les gens peuvent acheter des versions robotisées d'eux-mêmes, des doubles sans défaut commandés à distance, leur permettant de vivre par procuration sans quitter le confort et la sécurité de leur domicile. |
| 2009      | Daybreakers                                                               | Michael et Peter Spierig                       | En 2019, une épidémie a transformé presque tous les humains en vampires. Face à la diminution de leurs réserves de sang, la race dominante, divisée en deux, planifie sa survie. |
| 2009      | District 9                                                                | Neill Blomkamp                                 | Une race extraterrestre forcée de vivre dans des conditions proches de celles d'un bidonville sur Terre trouve soudainement un esprit apparenté chez un agent du gouvernement qui est exposé à leur biotechnologie. |
| 2009      | Metropia                                                                  | Tarik Saleh                                    | Film d'animation se déroulant dans une Europe du futur où le monde est à court de pétrole. Un gigantesque réseau souterrain est créé en reliant tous les sous-sols de l'Europe. |
| 2009      | La Route                                                                  | John Hillcoat                                  | D'après le roman éponyme de Cormac McCarthy, lauréat du prix Pulitzer en 2006. Un homme et son jeune fils luttent pour survivre après qu'un cataclysme mondial a provoqué une extinction massive des espèces. Ils cherchent des provisions et évitent les gangs itinérants alors qu'ils empruntent une route vers la côte dans l'espoir qu'il fera plus chaud. |
| 2009      | Terminator Renaissance (Terminator Salvation)                             | McG                                            | Le seul de la saga à se dérouler dans le futur où les robots, dirigés par Skynet, ont pris le contrôle de la Terre et traquent les humains. |
| 2009      | Ultimate Game(Gamer)                                                      | Mark Neveldine et Brian Taylor                 | Une société qui utilise des prisonniers comme des avatars d'un jeu de tir à la première personne pour des joueurs. |
| 2009      | Watchmen : Les Gardiens                                                   | Zack Snyder                                    | Adapté de la série limitée DC Comics de 1986-1987 du même nom d'Alan Moore et Dave Gibbons, le film se déroule dans une histoire alternative en 1985. Dans cette chronologie, la présence de super-héros américains a changé l'histoire de l'humanité; le Vietnam est devenu le 51e État américain, le scandale du Watergate n'a jamais été révélé, le président Richard Nixon a été élu pour quatre mandats et un surhumain presque omnipotent nommé Docteur Manhattan agit comme une force de dissuasion nucléaire vivante. Cependant, une guerre nucléaire avec l'Union soviétique semble inévitable. Un groupe de super-héros à la retraite enquête sur le meurtre d'un de leurs collègues. |
| 2010      | Auprès de moi toujours                                                    | Mark Romanek                                   | Adapté du roman du même nom de Kazuo Ishiguro paru en 2005. |
| 2010      | Dark Metropolis (en)                                                      | Stewart St. John                               | L'humanité a perdu une guerre de 300 ans contre une race génétiquement modifiée que l'homme a créée, maltraitée et finalement torturée. Aujourd'hui, les descendants de cette race, connus sous le nom de «Ghen», contrôlent la planète Terre depuis des villes souterraines avancées. |
| 2010      | Downstream (en)                                                           | Simone Bartesaghi, Philip Kim et Neil Kinsella | L'action se déroule dans une dystopie d'un futur proche où l'essence est rare et où un vagabond tente d'atteindre une ville utopique supposée, Plutopia, alimentée par une énergie propre. |
| 2010      | Le Livre d'Eli                                                            | Albert et Allen Hughes                         | Un conte post-apocalyptique dans lequel un homme solitaire se fraye un chemin à travers l'Amérique afin de protéger un livre sacré qui détient les secrets pour sauver l'humanité. |
| 2010      | Maximum Shame (en)                                                        | Carlos Atanes                                  | |
| 2010      | Radio Free Albemuth                                                       | John Alan Simon                                | Le film, adapté du roman éponyme de Philip K. Dick (publié à titre posthume en 1985), se déroule dans une Amérique alternative sous contrôle autoritaire vers 1985. Dans ce film, un vendeur de disques reçoit des missives hallucinatoires du satellite extraterrestre VALIS. |
| 2010      | Repo Men                                                                  | Miguel Sapochnik                               | Une société qui utilise la transplantation d'organes comme un commerce. On en achète par forfait de nouveaux. Au bout de quatre-vingt-dix jours, si vous ne payez pas, on vous les retire. |
| 2010      | Tekken                                                                    | Dwight H. Little                               | Adapté de la série de jeux de combat du même nom (débutée en 1994). Le film suit un homme qui tente de participer au tournoi Iron Fist pour venger la perte de sa mère en affrontant son père et son grand-père, ce dernier étant selon lui responsable de la mort de sa mère. |
| 2011-2014 | Trilogie Atlas Shrugged(Part I, II et III (en))                           |                                                | D'après le roman La Grève d'Ayn Rand de 1957. Une alliance de formes industrieuses pour combattre le gouvernement de plus en plus autoritaire des États-Unis qui croit qu'il est préférable de dicter ce qui est produit (à la fois matérialiste et idéaliste). |
| 2011      | Death Race 2                                                              | Roel Reiné                                     | Une société qui utilise des prisonniers comme des pilotes pour des courses à la mort façon Carmageddon. |
| 2011-     | La Planète des singes(Seconde série de films)                             |                                                | Une colonie de singes vivant dans un sanctuaire est infectée par un gaz viral qui augmente leur intelligence. En conséquence, ils fuient le sanctuaire et forment une société organisée à l'écart des humains. Dix ans plus tard, ce même virus provoque une pandémie massive appelée grippe simienne, qui finit par anéantir tous les humains à l'exception de ceux génétiquement immunisés contre le virus. Un groupe de survivants humains immunisés forment une colonie et finissent par s'engager dans une guerre contre les singes. |
| 2011      | Priest                                                                    | Scott Charles Stewart                          | Des siècles après une guerre post-apocalyptique entre vampires et humains qui a isolé la planète, Priest est un guerrier dans un futur théocratique dirigé par l'Église qui abandonne la ville pour entrer dans les terres extérieures désolées après que son frère et sa belle-sœur aient été tués et que sa nièce ait été kidnappée, découvrant que les vampires sont toujours en vie. |
| 2011      | Time Out                                                                  | Andrew Niccol                                  | Une société où l'on cesse de vieillir à 25 ans, où le temps a remplacé l'argent, où les riches vivent éternellement et les pauvres se battent pour vivre au jour le jour. |
| 2011      | Hobo with a Shotgun                                                       | Jason Eisener (en)                             | Un tyran sadique et ses deux fils règnent sur la ville de Hope Town, où tout est criminalité et où la corruption est permise ; les pauvres et les clochards sont persécutés par la population et les tyrans. |
| 2012      | Antiviral                                                                 | Brandon Cronenberg                             | Dans un futur proche à la satire noire, une industrie florissante vend les maladies des célébrités à ses fans obsédés. Un employé tente d'exploiter le système, mais cela se retourne contre lui lorsqu'il est impliqué dans un mystère potentiellement mortel. |
| 2012      | Cloud Atlas                                                               | Lana et Lilly Wachowski et Tom Tykwer          | Adapté du roman Cartographie des nuages de David Mitchell paru en 2004, le film se déroule sur six époques différentes (1849, 1936, 1973, 2012, 2144 et 2321). Il raconte l'histoire d'un groupe d'âmes qui se croisent au fil de différentes incarnations et comment le monde change en conséquence au fil du temps. |
| 2012      | Dredd                                                                     | Pete Travis                                    | Adapté du comics Judge Dredd. Dans un futur lointain et irradié où les juges et la police sont le même corps, le juge Dredd et l'aspirante juge Cassandra Anderson se retrouvent piégées dans l'une des nombreuses tours de 200 étages (nommées Megatowers) par Ma-Ma, une trafiquante de drogue puissante et violente, pour empêcher Dredd de démanteler son entreprise et sa domination dans la tour. |
| 2012      | Hunger Games (The Hunger Games)                                           | Gary Ross                                      | Dans une Amérique post-apocalyptique, le gouvernement fait se battre à mort dans une arène des couples d'adolescents lors d'émissions télévisées. |
| 2012      | Looper                                                                    | Rian Johnson                                   | En 2074, lorsque la mafia veut se débarrasser de quelqu'un, la cible est envoyée dans le passé, où un tueur à gages l'attend - quelqu'un comme Joe - qui apprend un jour que la mafia veut «boucler la boucle» en renvoyant le futur Joe pour l'assassiner. |
| 2012      | Total Recall : Mémoires programmées                                       | Len Wiseman                                    | Remake du film de 1990 du même nom. Ayant besoin de prendre des vacances loin de sa vie ordinaire, l'ouvrier d'usine Douglas Quaid (Colin Farrell) visite Rekall, une entreprise capable de transformer les rêves en souvenirs réels. Pensant que les souvenirs de sa vie de super espion sont exactement ce qu'il lui faut, Quaid se soumet à la procédure, mais tout tourne mal. Soudain, Quaid est un homme traqué. Il fait équipe avec une combattante rebelle (Jessica Biel) pour trouver le chef de la résistance clandestine et abattre le leader (Bryan Cranston) du monde libre. |
| 2012      | Cosmopolis                                                                | David Cronenberg                               | Dans un monde au bord du chaos social et économique, un riche rentre chez lui. |
| 2013      | Le Congrès                                                                | Ari Folman                                     | Le Congrès est une dystopie capitaliste tardive, dans laquelle un géant des médias d'entreprise «Miramount» a effectivement usurpé le contrôle de toute la conscience humaine. Une actrice vieillissante décide de scanner son corps pour signer avec Miramount Studios, ce qui permet à l'entreprise de numériser chaque trait qu'elle possède et de l'utiliser dans n'importe quel film de son choix. Ce film d'animation/live-action hallucinogène représente les intérêts des entreprises profitant de l'individu et a été en partie inspiré par le roman de Stanisław Lem, Le Congrès de futurologie. |
| 2013      | Elysium                                                                   | Neill Blomkamp                                 | La population humaine riche vit dans une station spatiale baptisée Elysium. Les pauvres sont restés sur une Terre surpeuplée, même si certains d'entre eux tentent de s'enfuir. |
| 2013      | American Nightmare (The Purge)                                            | James DeMonaco                                 | La criminalité a disparu des États-Unis, sauf pendant une nuit annuelle où toute activité criminelle est permise. |
| 2013      | Il est difficile d'être un dieu                                           | Alexeï Guerman                                 | Adapté du roman éponyme de 1964 d' Arkady et Boris Strugatsky. Un groupe de 30 scientifiques voyagent de la Terre vers une planète extraterrestre presque identique, culturellement et technologiquement en retard de plusieurs siècles. Les habitants de cette planète ont brutalement réprimé un mouvement de renaissance, assassinant tous ceux qu'ils considéraient comme des intellectuels, et la planète est ainsi coincée dans le Moyen-Âge. |
| 2013      | Hunger Games : L'Embrasement (The Hunger Games: Catching Fire)            | Francis Lawrence                               | Les amants maudits du District 12, couple survivant de la 74e édition des Hunger Games, deviennent grâce à leur victoire un symbole d'espoir pour les Districts sous l'oppression du Capitole. La façon dont ils ont conservé leur intégrité face à cette tradition immorale a transformé l'héroïne, par le biais du Geai moqueur, en véritable initiatrice d'une révolte qui pourrait bien mener à la rébellion |
| 2013      | Oblivion                                                                  | Joseph Kosinski                                | Adapté du roman graphique inédit de Joseph Kosinski du même nom. En 2077, Jack Harper est un futur réparateur qui patrouille dans un désert pour réparer des drones défaillants de Tet (une station spatiale géante où l'humanité attend de déplacer Titan, la lune de Saturne) après que la Terre ait été envahie par une race extraterrestre qui, soixante ans auparavant, a détruit la Lune et provoqué plusieurs altérations à la surface de la Terre. Jack trouve une capsule d'hibernation avec une femme à l'intérieur et elle le fait douter de la véracité de l'invasion extraterrestre. |
| 2013      | Snowpiercer : Le Transperceneige                                          | Bong Joon-ho                                   | Un plan visant à inverser le réchauffement climatique gèle par inadvertance la planète entière. Les survivants vivent désormais dans un train inarrêtable qui traverse encore et encore le globe, mais séparés dans des wagons différents en fonction de leur statut social, ce qui motive un homme de la classe ouvrière des derniers wagons à mener une émeute pour arriver aux premiers wagons où se trouvent les classes supérieures. |
| 2013      | La Stratégie Ender                                                        | Gavin Hood                                     | Adapté du roman du même nom d'Orson Scott Card. |
| 2013      | Zero Theorem                                                              | Terry Gilliam                                  | L'histoire se concentre sur un génie informatique solitaire qui travaille sur une formule pour déterminer si la vie a un sens. |
| 2014      | American Nightmare 2: Anarchy (The Purge: Anarchy)                        | James DeMonaco                                 | |
| 2014      | Autómata                                                                  | Gabe Ibáñez                                    | Dans un futur pas si lointain, des robots humanoïdes primitifs, appelés Pèlerins, sont conçus pour fonctionner dans un environnement hostile. Incapables de stopper la désertification, ils sont relégués au travail manuel. Un agent d'assurance d'une société de robotique, qui enquête sur des cas de robots violant leurs protocoles primaires contre l'altération, fait une découverte qui aura de profondes conséquences pour l'avenir de l'humanité. |
| 2014      | Brick Mansions                                                            | Camille Delamarre                              | Remake du film français Banlieue 13 de Pierre Morel, sorti en 2004. En 2018, dans un Detroit dystopique en proie à la criminalité , un quartier particulièrement célèbre est devenu si dangereux que les forces de l'ordre sont débordées. Incapables de contrôler la criminalité, les autorités municipales construisent un mur de confinement colossal de 12 mètres de haut autour de cette zone, connue sous le nom de «Brick Mansions» pour la couper du reste de la ville. |
| 2014      | Divergente (Divergent)                                                    | Neil Burger                                    | Dans un monde dévasté subsiste une société dont les membres sont répartis en cinq factions : les Sincères (honnêtes, ils sont chargés de la justice), les Erudits (intelligents, ils font évoluer la science), les Fraternels (pacifistes, ils cultivent la terre), les Altruistes (désintéressés, ils prennent soin de la population) et les Audacieux (courageux, ils s'occupent de la sécurité et protègent la population). Béatrice a 16 ans et lorsqu'elle passe le test qui déterminera quelle faction sera la sienne, elle découvre qu'elle est Divergente : elle ne rentre dans aucune classe. Dès lors, elle doit se cacher car les Divergents sont considérés comme dangereux et sont traqués par les factions. |
| 2014      | The Double                                                                | Richard Ayoade                                 | Dans un monde dystopique où la bureaucratie règne jusqu'à l'absurde, un homme rencontre son sosie. |
| 2014      | La Grande Aventure Lego                                                   | Phil Lord et Chris Miller                      | Film d'animation basée sur la gamme de jouets de construction Lego. Raconte l'histoire d'une figurine Lego ordinaire qui finit par s'impliquer dans une résistance contre un homme d'affaires tyrannique qui envisage de tout coller dans les mondes Lego. |
| 2014      | The Giver                                                                 | Phillip Noyce                                  | Dans le futur, les émotions ont été supprimées grâce à l'effacement de toute trace d'histoire. Tous les individus sont formatés pour se comporter de façon préétablie. Le Passeur est la seule personne qui peut se souvenir du passé, en cas de nécessité. C'est au jeune Jonas, 16 ans, de prendre la relève du passeur et, ainsi, apprendre les lourds secrets de l'humanité. |
| 2014      | Hunger Games : La Révolte, partie 1                                       | Francis Lawrence                               | D'après Hunger Games : La Révolte de Suzanne Collins. |
| 2014      | I, Frankenstein                                                           | Stuart Beattie                                 | Adapté du roman graphique numérique de Kevin Grevioux. Le film raconte l'histoire d'Adam, la créature de Frankenstein, qui se lance dans un voyage dangereux pour empêcher les démons maléfiques et leur chef impitoyable de prendre le contrôle du monde. |
| 2014      | Jacky au royaume des filles                                               | Riad Sattouf                                   | Dans la « République populaire et démocratique de Bubunne », les femmes commandent et travaillent, alors que les hommes restent au foyer et sont soumis aux désirs des femmes. Jacky a vingt ans, vit dans un village isolé et aime en secret la Colonelle, fille de la Générale, la dictatrice du pays. Cette dernière annonce la tenue de la «Grande Bubunerie», une cérémonie pendant laquelle la Colonelle devra se choisir un mari, qui deviendra «Grand Couillon». C'est l'effervescence chez tous les jeunes hommes nubiles du pays. |
| 2014      | Le Labyrinthe                                                             | Wes Ball                                       | Thomas est placé dans une communauté de garçons après que sa mémoire ait été effacée. Il apprend bientôt qu'ils sont tous piégés dans un labyrinthe qui l'obligera à unir ses forces à celles d'autres «coureurs» pour tenter de s'échapper. Adapté du premier livre de la trilogie L'Épreuve écrit par James Dashner. |
| 2014      | RoboCop                                                                   | José Padilha                                   | Remake du film de 1987 du même nom. Dans un 2028 où il y a des robots policiers dans le monde entier sauf aux États-Unis, Alex Murphy est un policier tué dans l'exercice de ses fonctions. La société Omnicorp, essayant de valider une loi pour approuver l'utilisation de robots policiers dans le pays (avec elle comme fournisseur principal), sauve le cerveau et le visage de Murphy pour fusionner avec un corps robotique, créant un cyborg nommé Robocop. |
| 2014      | The Rover                                                                 | David Michôd                                   | Ce western contemporain se déroule dans l'Outback australien, dix ans après un effondrement économique mondial. |
| 2014      | Transcendance                                                             | Wally Pfister                                  | Le Dr Will Caster (Johnny Depp), la plus grande sommité mondiale en matière d'intelligence artificielle, mène des expériences très controversées pour créer une machine intelligente. Lorsque des extrémistes tentent de tuer le docteur, ils deviennent par inadvertance le catalyseur de sa réussite. La femme de Will, Evelyn (Rebecca Hall), et son meilleur ami, Max (Paul Bettany), ne peuvent que regarder sa soif de connaissances évoluer vers une quête omniprésente de pouvoir, et ses proches se rendent bientôt compte qu'il pourrait être impossible de l'arrêter. |
| 2014      | X-Men: Days of Future Past                                                | Bryan Singer                                   | L'intrigue oscille entre le tumulte politique de 1973 et un futur dystopique pas si lointain. |
| 2015      | Avril et le Monde truqué                                                  | Franck Ekinci et Christian Desmares            | À la suite de la mort accidentelle de Napoléon III en 1870, la guerre franco-allemande n'a jamais eu lieu et la France est toujours gouvernée, en 1941, par les empereurs de la maison Bonaparte. Les plus célèbres savants ayant mystérieusement disparu ces derniers temps, l'électricité n'est pas maîtrisée, les mines de charbon sont épuisées et les forêts d'Europe ont été intégralement rasées. |
| 2015      | Chappie                                                                   | Neill Blomkamp                                 | Le film a été réalisé par Neill Blomkamp (qui a également réalisé District 9) et est adapté de son court-métrage Tetra Vaal (2004). Dans ce film, le gouvernement sud-africain achète un escadron de robots autonomes de haute technologie (IA) en réponse à un taux de criminalité record à Johannesburg et les utilise comme force de police mécanisée. L'un de ces droïdes de police, "Chappie", est volé et reçoit une nouvelle programmation qui fait de lui le premier robot capable de penser et de ressentir par lui-même. |
| 2015      | Divergente 2 : L'Insurrection                                             | Robert Schwentke                               | Après la série d'événements et la mort de ses parents dans Divergente, Tris Prior essaie de comprendre ce que les Abnégation essayaient de protéger et pourquoi les dirigeants érudits feraient tout pour les arrêter. |
| 2015      | High-Rise                                                                 | Ben Wheatley                                   | Adapté du roman I.G.H. de JG Ballard paru en 1975, le film décrit les expériences des résidents d'un immeuble alors que les règles sociales se désintègrent. Réalisé par Ben Wheatley . |
| 2015      | Hunger Games : La Révolte, partie 2                                       | Francis Lawrence                               | D'après Hunger Games : La Révolte de Suzanne Collins. |
| 2015      | Mad Max: Fury Road                                                        | George Miller                                  | Ancien policier de la route, Max Rockatansky (Tom Hardy) erre désormais seul au volant de son bolide (une Ford Falcon XB 351) dans un monde dévasté où les clans de cannibales, les sectes et les gangs de motards s'affrontent dans des déserts sans fin pour l'essence et l'eau. |
| 2015      | The Lobster                                                               | Yórgos Lánthimos                               | Dans un avenir proche dystopique, les célibataires sont enfermés dans un hôtel où ils doivent trouver un partenaire en 45 jours, faute de quoi ils se voient transformés en animal de leur choix. Un homme s'échappe et rejoint les solitaires, un groupe de rebelles qui vit dans les bois où le flirt et les relations sexuelles sont interdits. Il y trouve l'amour. |
| 2015      | Equals                                                                    | Drake Doremus                                  | Dans une utopie émotionnelle, deux personnes tombent amoureuses quand elles retrouvent leurs sentiments à cause d'une maladie mystérieuse, ce qui cause d'importantes tensions dans la société. |
| 2015      | Les Survivants                                                            | Craig Zobel (en)                               | Adapté du livre Z comme Zachariah (en) de Robert C. O'Brien publié à titre posthume en 1974. À la suite d'une catastrophe qui anéantit la majeure partie de la civilisation, deux hommes et une jeune femme se retrouvent dans un triangle amoureux chargé d'émotion en tant que derniers survivants connus. |
| 2016      | The Bad Batch                                                             | Ana Lily Amirpour                              | Une jeune femme est exilée, puis kidnappée par des cannibales dans un désert dystopique près du Texas, où les personnes jugées indésirables par le gouvernement (La «Bad Batch») sont obligées de se débrouiller seules. |
| 2016      | Divergente 3 : Au-delà du mur                                             | Robert Schwentke                               | L'histoire se déroule dans un Chicago post-apocalyptique et dystopique. Tris Prior, son petit ami Four et leur petit groupe d'amis tentent de s'échapper par-dessus le mur qui entourait la ville. Une fois dehors, ils découvrent de nouvelles vérités qui vont bouleverser leurs alliances et introduire de nouvelles menaces. |
| 2016      | South of 8 (en)                                                           | Tony Olmos (en)                                | Dans un futur proche, la criminalité et le chômage atteignent des sommets historiques lorsqu'un groupe de jeunes braqueurs de banques saccagent des banques alors que la société entre dans la prochaine Grande Dépression aux États-Unis. |
| 2016      | The Thinning                                                              | Michael J. Gallagher (en)                      | Dans un futur dystopique, le contrôle de la population est assuré par un test d'aptitude scolaire. Ceux qui échouent sont exécutés. Deux lycéens apprennent avec effroi que les tests sont truqués. Ils doivent relever de nombreux défis et font finalement le sacrifice ultime. Réalisé par Michael Gallagher. |
| 2016      | Virtual Revolution                                                        | Guy-Roger Duvert                               | A Paris en 2047, un agent a pour mission de trouver des terroristes qui menacent le système établi des mondes virtuels. Il s'avère au fil de l'enquête que l'existence de ces mondes n'est pas aussi innocente que les multinationales veulent bien le faire croire et que, bien au contraire, la réalité devient chaotique. |
| 2016      | American Nightmare 3 : Élections (The Purge: Election Year)               | James DeMonaco                                 | En 2025, deux ans après avoir décidé de ne pas tuer le meurtrier de son fils, l'ancien officier de police Leo Barnes (Grillo) est promu chef de la sécurité de la sénatrice Charlene Roan (Mitchell), qui est à la tête de la prochaine élection présidentielle en raison de son souhait d'éliminer la Purge |
| 2016      | Volt                                                                      | Tarek Ehlail (de)                              | Dans un futur proche, les frontières allemandes sont fermées. Les migrants sont relégués dans des bidonvilles appelés zones de transit et sont laissés à eux-mêmes. Durant un raid de police, un combat éclate entre le policier Volt et le réfugié Hesham, qui est tué par Volt. Volt arrive à quitter les lieux sans être vu. À cause du sentiment de culpabilité qui le ronge, il retourne en civil dans le camp et fait la connaissance de la sœur de la victime, Lablanche. Ils développent une relation amoureuse. |
| 2017      | Blade Runner 2049                                                         | Denis Villeneuve                               | Suite de Blade Runner, réalisé par Denis Villeneuve. En 2049, KD6-3.7 est un réplicant d'un nouveau modèle qui fonctionne comme un Blade Runner, exécutant des modèles obsolètes de réplicants. Lors de son dernier travail, il découvre des preuves impliquant l'existence du légendaire Blade Runner et de Rick Deckard, disparu depuis longtemps, sans savoir que l'oligarque Niander Wallace est également intéressé à localiser Deckard avant K. |
| 2017      | Seven Sisters                                                             | Tommy Wirkola                                  | Face à la surpopulation de la Terre, les autorités ont décidé d’instaurer la politique de l'enfant unique. Karen, la fille de Terrence Settman, donne naissance à des septuplées mais elle ne survit pas à l'accouchement, Terrence décide de garder secrète l’existence de ses petites-filles. Toutes prénommées d’un jour de la semaine, elles devront rester confinées dans leur appartement. Elles partagent alors une identité unique lorsqu'elles sortent à l’extérieur : celle de leur mère Karen Settman. 30 ans plus tard, en 2073, le stratagème tombe en miettes lorsque Lundi disparaît mystérieusement. |
| 2017      | Downsizing                                                                | Alexander Payne                                | Pour remédier à la surpopulation, un savant norvégien met au point le downsizing, qui permet de réduire les humains à une taille d’environ 12 cm. Dans ce nouveau monde, les volontaires, des Américains moyens, voient une bonne occasion d’augmenter de façon considérable leur niveau de vie. Même à taille réduite persistent l'intolérance, la violence, le consumérisme, le fossé grandissant entre les riches et les pauvres. |
| 2018      | American Nightmare 4 : Les Origines                                       | Gerard McMurray                                | Quatrième volet de la franchise American Nightamre et préquelle centré sur les Nouveaux Pères Fondateurs de l'Amérique, un parti politique totalitaire qui, après avoir pris le pouvoir aux États-Unis, mène une expérience à Staten Island où, pendant une période de 12 heures, toutes sortes de délits et de crimes (meurtre, viol, incendie criminel et anarchie) seront légaux. |
| 2018      | Fahrenheit 451                                                            | Ramin Bahrani                                  | Dans un monde dystopique, la lecture est prohibée et les livres brûlés par les pompiers. Guy Montag est justement de ceux-là et exécute ses missions sans aucun état d’âme. Mais un jour, il tombe sur un ouvrage et décide inexplicablement de le garder et le cacher. Guy devient alors un hors-la-loi. |
| 2018      | Hotel Artemis                                                             | Drew Pearce                                    | Une infirmière dirige un hôpital secret pour criminels dans un Los Angeles futuriste |
| 2018      | L'Île aux chiens                                                          | Wes Anderson                                   | Un jeune garçon recherche son chien après que l'espèce a été bannie sur une île à la suite d'une épidémie de grippe canine. |
| 2018      | Le Labyrinthe : Le Remède mortel                                          | Wes Ball                                       | Film d'action de science-fiction dystopique américain de 2018 réalisé par Wes Ball et écrit par TS Nowlin, adapté du roman Le Remède mortel écrit par James Dashner. |
| 2018      | Mortal Engines                                                            | Christian Rivers                               | Dans le futur, la «guerre des soixante minutes» a conduit l'humanité au bord de l'extinction. Les technologies numériques et autres technologies modernes ont été perdues et seules les technologies du XIXe siècle sont désormais utilisées. Sous la philosophie du darwinisme municipal, des moteurs massifs ont été implantés dans des villes comme Londres pour les rendre mobiles afin de traquer les plus petites agglomérations et de consommer leurs ressources. Les opposants à ce mode de vie sont stigmatisés et recherchés comme criminels. D'après le roman Mécaniques fatales de Philip Reeve de 2001 |
| 2018      | Ready Player One                                                          | Steven Spielberg                               | En 2045, le monde est en proie à de nombreux soucis : crise énergétique, désastre causé par le changement climatique, la famine, la pauvreté, la guerre, etc. Dans ce monde chaotique, l'OASIS est un système mondial de réalité virtuelle, accessible par l'intermédiaire de visiocasques et de dispositifs haptiques tels que des gants et des combinaisons. |
| 2018      | The Thinning: New World Order (en)                                        | Michael J. Gallagher (en)                      | Suite de The Thinning. |
| 2019      | Abigail, le pouvoir de l'élue(Эбигейл)                                    | Aleksandr Boguslavsky                          | Un siècle après le début de la Contamination, l'humanité s'est réfugiée dans les dernières citées fortifiées, où les autorités font régner la terreur pour garder les populations sous contrôle. La jeune Abigail en est certaine : le gouvernement est à l'origine de multiples disparitions, dont celle de son père, un célèbre scientifique. Dans sa quête pour le retrouver, elle entre en contact avec la Guilde, un groupe de résistants aux dons exceptionnels. Cette rencontre va réveiller en elle un pouvoir qui va transformer le destin de l'humanité. |
| 2019      | Alita: Battle Angel                                                       | Robert Rodriguez                               | Alita, une fille cyborg amnésique, entreprend d'en apprendre davantage sur son destin après s'être réveillée dans un nouveau corps sans aucun souvenir passé de qui elle est. |
| 2019      | Atlantis(Атлантида)                                                       | Valentyn Vassianovytch                         | Dans une Ukraine orientale dévastée par la guerre, un soldat à la retraite perd son emploi dans une fonderie. Son nouveau travail consiste à exhumer les cadavres. |
| 2019      | Light of My Life                                                          | Casey Affleck                                  | Dans un monde post-apocalyptique, un père tente de survivre avec sa fille Rag, alors qu'une pandémie mondiale a touché la plupart des femmes. Pour survivre, le père décide de faire passer Rag pour un garçon. |
| 2020      | Archive                                                                   | Gavin Rothery (en)                             | Dans un futur proche, en 2049, la société Archive propose à ses clients de prolonger leur relation avec leurs proches défunts. Il s'agit pour n'importe qui d'interagir avec eux à l'aide d'enregistrements vidéos de dialogues ou d'échanges effectués avant leur mort. C'est un moyen direct de se souvenir de la personne aimée mais aussi d'apaiser la douleur de l'avoir perdue. |
| 2020      | Cosmoball                                                                 | Dzhanik Fayziev                                | Dans le futur, au lendemain d'une guerre galactique qui a eu lieu à proximité de la Terre, la Lune a été détruite et les pôles ont disparu. Aujourd'hui, le climat de Moscou est celui du Brésil d'autrefois. Un énorme vaisseau spatial plane au-dessus de la planète. C'est un stade où se déroulent des compétitions, ressemblant de loin au football mais à des vitesses incroyablement élevées : c'est le cosmoball. |
| 2020      | La Traque(사냥의 시간)                                                    |                                                | Dans une Corée du Sud dystopique, Jun-seok est libéré de prison après avoir été incarcéré après un braquage raté qu'il a commis avec ses amis. Le won sud-coréen s'est effondré, rendant leur butin pratiquement sans valeur. Jun-seok propose un dernier braquage à ses meilleurs amis Jang-ho et Ki-hoon pour échapper à leur situation misérable. Ils vont alors, sans le vouloir, attirer l’attention d’un dangereux tueur à gages. |
| 2021      | Alephia 2053                                                              | Jorj Abou Mhaya                                | Le film se déroule dans le futur d'un monde arabe en désolation et dirigé par un dictateur despotique. Il décrypte un avenir dystopique dans lequel un groupe d'activistes avec le soutien de la population renverse un régime oppressif. |
| 2021      | Mondocane                                                                 | Alessandro Celli (it)                          | Dans un futur proche, Tarente est devenue une ville fantôme désolée, entourée de barbelés. À l'intérieur, où personne n'ose pénétrer, les quelques habitants mènent une existence misérable et violente, tentant de survivre tant bien que mal. A côté d'eux, il y a les Fourmis (Formiche en VO), une bande criminelle dirigée par le charismatique Testacalda, leur chef. Les Fourmis se battent pour la domination du territoire avec un autre gang rival local. |
| 2021      | KARAntin(КАРАнтин)                                                        | Diana Ringo                                    | Felix n'a pas quitté son domicile depuis plus de 20 ans, depuis que le monde entier a été placé en quarantaine forcée. Après l'annonce de la quarantaine, une catastrophe mondiale s'est produite. Felix est l'un des rares à avoir réussi à se cacher sous terre, dans un bunker, et à survivre. Ses seuls compagnons sont les fantômes des personnes qu'il a connues autrefois. Felix est pris au piège d'une conscience coupable et est hanté par l'idée qu'il aurait pu d'une manière ou d'une autre arrêter la catastrophe. |
| 2021      | Sans soleil                                                               | Banu Akseki                                    | Dans un futur proche, les éruptions solaires provoquent d'étranges symptômes chez une partie de la population, poussant celle-ci à vivre sous terre. |
| 2021      | Space Sweepers(승리호)                                                    | Jo Sung-hee                                    | En 2092, la Terre est devenue polluée, malade et presque inhabitable. UTS a donc construit un nouveau foyer pour l'humanité sur l'orbite des satellites terrestres, mais seuls quelques privilégiés peuvent y vivre. L'équipage du navire de collecte de débris spatiaux «Victory» vit en éliminant les déchets en orbite. Cependant, leur vie prend soudainement un nouveau tournant lorsqu'ils découvrent un robot nommé Dorothy, connu pour être une arme de destruction massive. |
| 2022      | Don't Worry Darling                                                       | Olivia Wilde                                   | Dans les années 1950, Alice et Jack Chambers sont un jeune couple heureux, vivant dans la ville fictive de Victory, en Californie, qui semble parfaite et qui a été créée et financée par la mystérieuse société pour laquelle Jack travaille. La curiosité concernant la nature du travail de son mari sur le «Victory Project» secret commence à consumer Alice. Des fissures commencent alors à se former dans leur vie utopique alors que son enquête sur le projet soulève des tensions au sein de la communauté… |
| 2022      | Memory of Water (en)(Veden vartija)                                       | Saara Saarela (fi)                             | D'après le roman Memory of Water (en) d'Emmi Itäranta. Dans un futur dystopique, une jeune femme d'un petit village vit dans l'Union scandinave dirigée par un gouvernement militaire, où il y a une pénurie d'eau douce à la suite d'une catastrophe environnementale. |
| 2022      | Siccità                                                                   | Paolo Virzì                                    | À Rome, dans un présent dystopique, il n'a pas plu depuis trois ans, le Tibre s'est asséché, la ville est envahie par les cafards, la maladie du sommeil se propage et la désertification de la campagne romaine est en cours. Une série de personnages doivent faire face à une grave sécheresse qui a réduit au minimum les réserves d'eau de la capitale et tous les usages non essentiels (de l'arrosage des plantes au remplissage des piscines) sont strictement interdits. |
| 2023      | 1984                                                                      | Diana Ringo                                    | Film de science-fiction finno-russe adapté du le roman du même nom de George Orwell de 1949 ainsi que sur le roman Nous autres d'Evgueni Zamiatine de 1920. |
| 2023      | Paradise                                                                  | Boris Kunz (de)                                | AEON (du grec αἰών, aiṓn « temps »), une entreprise de biotechnologie, permet de transférer du temps de vie entre personnes. Un système vicié s'est mis en place où les plus pauvres sont invités à vendre une partie de leur temps à vivre pour espérer une meilleure vie, et les personnes les plus riches en profitent. Dans ce contexte, Max, un employé d'AEON et son épouse Elena vont voir leurs vies changer. |
| 2023      | Pendatang (en)                                                            | Ng Ken Kin                                     | Une famille chinoise parlant le cantonais a été obligée de déménager dans un kampong rural, peu de temps après que la Malaisie soit devenue une dictature militaire et où la ségrégation raciale entre les groupes ethniques du pays est devenue strictement appliquée. |
| 2023      | Hemet, or the Landlady Don't Drink Tea (en)                               | Tony Olmos (en)                                | Une propriétaire impitoyable dans un Hemet dystopique, en Californie, ne recule devant rien pour maintenir son autorité et son pouvoir sur ses locataires pendant une épidémie. |
| 2023      | Hunger Games : La Ballade du serpent et de l'oiseau chanteur              | Francis Lawrence                               | Réalisé par Francis Lawrence, d'après Hunger Games : La Ballade du serpent et de l'oiseau chanteur de Suzanne Collins. |
| 2024      | Civil war                                                                 | Alex Garland                                   | Aux États-Unis une guerre fratricide est menée entre l'Est (Tenue par un président autoritaire et autocrate) et l'Ouest (Californie et Texas réunis sous la même bannière?). Un groupe de reporters (notamment deux femmes très proches ; l'une ancienne et désabusée, l'autre sa groupie ) essaient de rencontrer le chef d’État à Washington pour l'interviewer avant sa destitution. |
| 2024      | Humanité(Humane)                                                          | Caitlin Cronenberg                             | Plus d'un jour et quelques mois après qu'un effondrement écologique mondial ait contraint les dirigeants du monde à prendre des mesures extrêmes pour réduire la population mondiale, un journaliste récemment retraité s'engage dans le nouveau programme national d'euthanasie. |
| 2024      | Uglies                                                                    | McG                                            | Adapté du roman du même nom de Scott Westerfeld, publié en 2005. Dans un futur dystopique, les jeunes de 16 ans d'une mégapole futuriste ont recours à des opérations de chirurgie plastique pour correspondre aux canons de la mode en vigueur. Ceux n'ayant pas reçu ces opérations sont surnommés les Uglies («les moches»). Certains, par choix et par opposition, refusent ces opérations et rejoignent la Fumée. |